# Aanval van de dode mannen

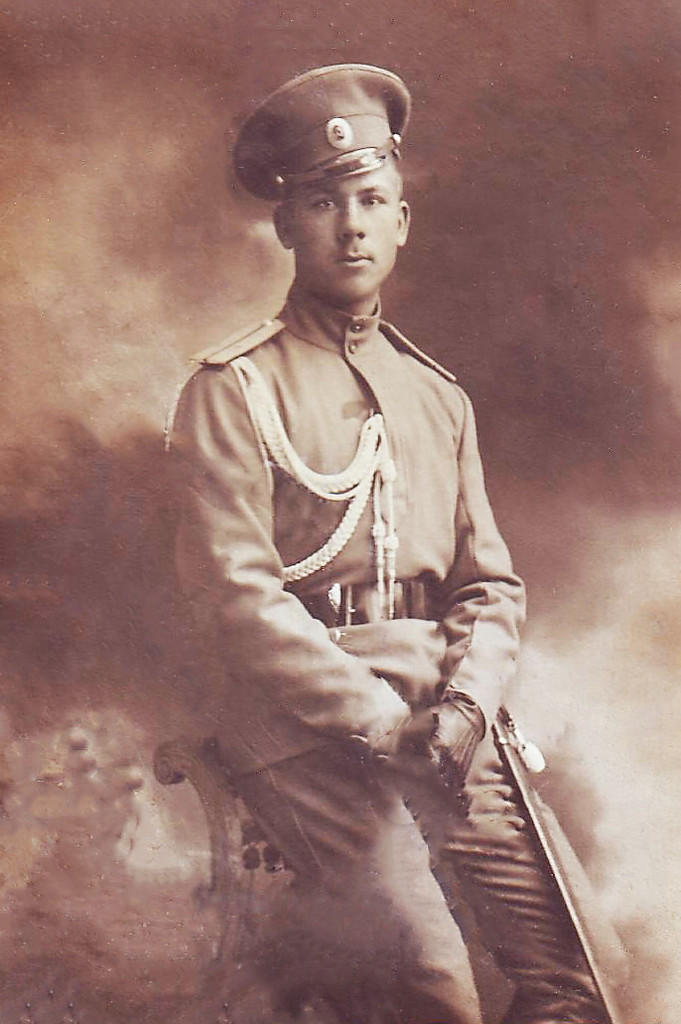
Onderluitenant Vladimir Karpovitsj Kotlinski, commandant van het Fort Osowiec tijdens de aanval

De aanval van de dode mannen was een veldslag tijdens de Eerste Wereldoorlog die plaatsvond bij het Fort Osowiec, bij Osowiec-Twierdza in het noordoosten van het huidige Polen, toen Gouvernement Grodno, op 6 augustus 1915.
De gebeurtenis kreeg zijn naam vanwege het bebloede, zombie-achtige uiterlijk van de Russische soldaten, nadat ze door de Duitsers aan chloorgas en xylylbromidetraangas waren blootgesteld. 
De Duitsers begonnen een frontale aanval op het fort in het begin van juli van dat jaar, met 14 infanteriebataljons, een bataljon van de genie en 30 batterijen van de artillerie, geleid door veldmaarschalk Paul von Hindenburg. Ze waren uitgerust met gifgas in cilinders. De Russische verdediging bestond uit 500 soldaten van het 226e infanterieregiment Zemljanski en 400 militiesoldaten.
De Duitsers wachtten tot vier uur in de ochtend op 6 augustus op een gunstige windrichting, waarna de slag begon met beschietingen van de reguliere artillerie, gecombineerd met de vrijlating van chloorgas. Het gas maakte volgens een verslag

het gras zwart en bladeren geel en dode vogels, kikkers en andere dieren lagen overal. Het landschap leek op de hel.

De Russen hadden of geen of hooguit slechtgemaakte gasmaskers, waarbij soldaten hun ondergoed als provisorische maskers gebruikten, waarvan veel geweekt waren in urine of water.
12 bataljons van de 11e Landwehrdivisie (bestaande uit meer dan 7000 man) vielen daarop het fort aan, na de bombardementen. Ze verwachtten weinig tegenstand, maar werden echter aangevallen door de overlevende soldaten van de 13e compagnie van het 226e infanterieregiment, slechts 60 tot 70 verdedigers onder leiding van onderluitenant Kotlinski. Russische soldaten hoestten bloed en delen van hun longen uit door het zoutzuur, dat zich door het mengsel van het chloorgas en het vocht in hun longen had gevormd, en hun lichamen begonnen te ontbinden. De Duitsers raakten in paniek toen ze de Russische soldaten zagen en renden terug naar hun eigen positie, waarbij veel van hen in hun eigen versperringen terecht kwamen. De vijf overlevende Russische batterijen openden het vuur op de terugtrekkende Duitsers. Kotlinski stierf later in de avond.
De Russen hielden het gebied niet veel langer. De Duitsers stonden op het punt het fort te omcirkelen na de verovering van het Fort Kaunas en de belegering van Novogeorgievsk. De Russen vernietigden op 18 augustus grote delen van het fort en trokken zich terug.

## Metal
De Zweedse metalband Sabaton schreef een nummer over de aanval getiteld The Attack of the Dead Men, dat verscheen op hun album The Great War.
De Russische metalband Aria bracht een nummer uit met de titel Атака Мертвецов, The Attack of the Dead Men uit, dat verscheen op hun album Через все времена, Through All Times.